# Jeanne Bal
Jeanne Bal (* 3. Mai 1928 in Santa Monica, Kalifornien; † 30. April 1996 in Sherman Oaks, Kalifornien) war eine US-amerikanische Film- und Theaterschauspielerin.

## Leben
Jeanne Bal wurde als Tochter von Peter Bal, einem Szenenbildner bei Monogram Pictures, geboren, und wuchs in Los Angeles heran. Hier besuchte sie auch das Los Angeles City College. Dabei wurde sie von einem Talentscout entdeckt und übernahm daraufhin im Musical Gypsy Girl eine ihrer ersten Rollen. Eine Tournee führte sie sowohl nach New York City aber auch nach London.
Als junge Frau arbeitete sie für kurze Zeit als Model, ehe sie im Januar 1950 ihr erstes Engagement am Broadway bekam. Doch das Stück Alive and Kicking wie auch das Nachfolgeprojekt Great to Be Alive!, das ab März 1950 zu sehen war, erwiesen sich als wenig erfolgreich. Erst mit dem dritten Stück Call Me Madam, in welchem Bal zu sehen war, hatte sie mehr Glück. Es wurde bis Mai 1952 644 Male zur Aufführung gebracht. Zuletzt stand sie von November 1961 bis Februar 1962 im Stück The Gay Life auf der Bühne.
Bereits ab 1958 stand sie als Schauspielerin auch vor der Filmkamera; ihr Debüt feierte sie in einer Episode der kurzlebigen Fernsehserie Adventures of the Sea Hawk. 1959 übernahm sie an der Seite von William Demarest eine der Hauptrollen der Fernsehserie Love and Marriage, deren Produktion jedoch nach 18 Episoden auf Grund mangelnden Erfolgs eingestellt wurde. Bals Filmkarriere war in weiterer Folge nur auf Fernsehserien beschränkt. So stand sie in den 1960er Jahren für Heute Abend Dick Powell, Bonanza oder Perry Mason vor der Kamera. Für alle Fans des Genres ist auch ihr Gastauftritt in der Fernsehserie Raumschiff Enterprise ein Begriff, in der sie 1966 den ersten feindlichen Außerirdischen der Science-Fiction-Serie verkörperte. Ihre Karriere endete abrupt; 1970 stand sie für eine Episode von Matt Lincoln zum letzten Mal vor der Kamera.
Über ihr Privatleben ist wenig bekannt. Sie war mit Russ Bowman, einem Bühnenmanager verheiratet; ob sie Kinder hatten, ist nicht gesichert.
Sie starb im April 1996, im Alter von 67 Jahren, an Brustkrebs.

## Filmografie

### Fernsehserien
- 1955: Appointment with Adventure (eine Folge)
- 1958: Adventures of the Sea Hawk (eine Folge)
- 1959–1960: Love and Marriage (18 Folgen)
- 1960: Diagnosis: Unknown (eine Folge)
- 1961: Shotgun Slade (eine Folge)
- 1961: Riverboat (eine Folge)
- 1961: Thriller (eine Folge)
- 1961: Route 66 (eine Folge)
- 1961: Checkmate (eine Folge)
- 1961: Bachelor Father (drei Folgen)
- 1961–1965: Perry Mason (vier Folgen)
- 1962: Wells Fargo (eine Folge)
- 1963: Heute Abend Dick Powell (The Dick Powell Show, eine Folge)
- 1963: Bonanza (eine Folge)
- 1963: Wagon Train (eine Folge)
- 1963–1964: Mr. Novak (vier Folgen)
- 1964: Auf der Flucht (eine Folge)
- 1964: Karen (eine Folge)
- 1965: McHale’s Navy (eine Folge)
- 1966: Raumschiff Enterprise (Folge Das letzte seiner Art)
- 1966: Hey, Landlord (eine Folge)
- 1968: Tennisschläger und Kanonen (I Spy, eine Folge)
- 1968: Nachdenkliche Geschichten (Insight, eine Folge)
- 1970: Matt Lincoln (eine Folge)

### Fernsehfilme
- 1958: The Sid Caesar Show
- 1971: Company of Killers